# Sergent major
|  | Aquest article tracta sobre el grau militar. Si cerqueu el peix, vegeu «Abudefduf saxatilis». |

Sergent major és un rang en molts exèrcits arreu del món. En els països de la Commonwealth, els diferents graus de sergent major són les cites en poder dels suboficials. Als Estats Units, també hi ha diversos graus de sergent major (comandament de sergent major, sergent major de l'exèrcit, sergent major de la infanteria de marina).

## Història
Al segle xvii Espanya, el sergent major ("sargento mayor") va ser un general. Comandava la infanteria d'un exèrcit, i ostentava el tercer lloc en l'escalafó de comandament de l'exèrcit; també actuava com una mena d'ajudant de camp del comandant de l'exèrcit.
Al segle xvii, suboficials van aparèixer en regiments individuals. Aquests van ser els oficials de camp, tercer al comandament dels seus regiments (després dels seus coronels i tinents coronels), amb un paper similar al dels grans, suboficials de nivell d'exèrcit (encara que òbviament en una escala més petita). La posició més antiga es va fer conegut com "sergent major general" per distingir-ho. Amb el temps, el terme sergent va ser eliminat de tots dos títols, donant lloc a les files modernes de major i general de divisió.
El títol complet del sergent major va caure en desús fins que l'última part del segle xviii, quan es començà a aplicar a l'alt oficial d'un batalló d'infanteria o regiment de cavalleria. És en aquesta època en què divergeixen les històries del títol nord-americans i britànics, amb la Guerra de la Independència dels Estats Units.

## Commonwealth
Un sergent major és un nomenament no un rang. Normalment es duu a terme pel suboficial principal d'un exèrcit o unitat de marina. Aquests nomenaments es fan a diversos nivells, per exemple: el suboficial sènior d'una companyia, bateria o esquadró; el suboficial principal d'un batalló o regiment. El títol que normalment consisteix en el títol de la unitat (per exemple, "companyia") seguit per "sergent major", i abreujat per les inicials (per exemple CSM). Un sergent major d'un regiment o batalló es coneix com un sergent del regiment important, més que un "sergent major de regiment" o "sergent del batalló important". En la Força de Defensa d'Austràlia, a més dels MCS i RSM, el suboficial de major rang de l'exèrcit porta la designació (i insígnia especial) del Regimental Sergeant Major of the Army (RSM-A).
El sergent major d'una unitat normalment és directament responsable davant el comandant en cap de totes les qüestions relatives a la vestimenta, el comportament, la disciplina, la conducta, el rendiment, les normes i la moral dels membres no comissionats (NCMs) d'aquesta unitat. El tractament d'aquests suboficials normalment és de "sir" o "ma'am" pels subordinats, i pel Mr. o Ms seguit del cognom pels superiors, amb el terme "RSM" / "CSM" / etc. reservat per l'oficial al comandament del sergent major.
En les Forces Armades britàniques, el plural és sergeant majors i no pas sergeants major majors com ho és als Estats Units.

### Exèrcit canadenc
El nomenament de sergent major s'atribueix al membre d'alt rang dins de sub-unitats, unitats i algunes formacions de l'exèrcit canadenc. El sergent major de regiment és el sergent major en una unitat de mida batalló, incloent batallons d'infanteria i artilleria, blindats, sapadors, i regiments de comunicacions. Aquest nomenament recau normalment a mans d'un suboficial. La mateixa posició també pot ser ocupada per un suboficial principal en previsió de promoció o una escassetat de suboficials principals disponibles.
En unitats de mida de companyia, el sergent major de companyia (company sergeant-major) generalment té el rang de suboficial principal, encara que en alguns casos, pot ser ocupat per un suboficial si la companyia és petita, o una escassetat de suboficials disponibles. En bateries d'artilleria, aquest nomenament es coneix com a sergent major de bateria (battery sergeant-major), mentre que en les unitats amb un patrimoni de la cavalleria (blindat, enginyer de combat, i els senyals d'esquadrons), el terme és sergent major d'esquadró (squadron sergeant-major).
En alguns casos inusuals, un suboficial de primera classe o suboficial de segona classe a la Marina Reial Canadenca poden arribar al rang sergent major, sobretot en les unitats amb un gran nombre de "purple trades", com ara batallons de servei. Les formes per a adreçar-s'hi segueixen sent els mateixos, llevat que els suboficials principals de primera i segona classe no reben el tractament protocol·lari de "Sir" o "Ma'am", sinó com "Chief".
L'òpera Leo, the Royal Cadet (1889) by Oscar Ferdinand Telgmann i George Frederick Cameron (1889) inclou un paper de "sergent major de batalló al Col·legi Militar Reial del Canadà" i la cançó "The Royal Cadet - The Battalion Sergeant Major". El cadet del Col·legi Militar Reial del Canadà era un sergent del batalló important 1878-1923 i 1934-1942. Des de 1952, però, el cadet es coneix com a cadet comandant d'ala.

### Sud-àfrica

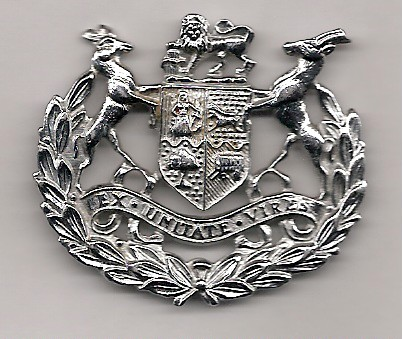
Warrant officer class 1 rank badge 1921-2002

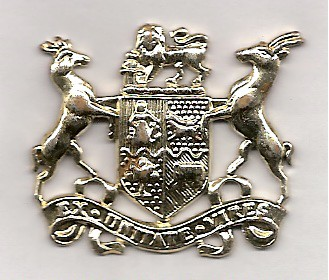
Warrant officer class 1 rank badge 1921-1957

Avui dia, el sergent major no és un rang, sinó un nomenament en poder d'un suboficial de primera o segona classe. Independentment del nomenament, el suboficial es dirigeix com "sergent major". El rang es va establir a les Union Defence Force (Forces de Defensa de la Unió) en 1913, en una sola classe. La insígnia del rang va ser una corona, nomenaments d'alts càrrecs que s'indica amb una corona de flors al voltant de la divisa.
El rang fou dividit en dues classes el 1921. L'escut nacional va ser assignat com a insígnia de la 1a classe, i la corona fou assignada a la segona classe. En ambdues classes, els nomenaments sèniors s'indiquen amb una corona de flors al voltant de la divisa.
Del 1957 al 2002, tots els suboficials de primera classe duien l'escut d'armes engarlandat, i els suboficials de segona classe duien l'escut d'armes pla. A partir de 2002, tots els suboficials han lluït el nou escut nacional, les classes i els additaments s'indiquen mitjançant la forma del marc que les envolta, i l'addició d'estrelles i espases creuades sobre dels braços.
Fins a l'1 de juny de 2008, el major nomenament (nivell 1), dut per un sotsoficial de classe 1 va ser el Sergent Major de la Força de Defensa Nacional de Sud-àfrica.
Altres nomenaments suboficials fins a l'1 de juny 2008 van ser;
- Nivell 2: Sergent Major de l'Exèrcit
- Nivell 3: Sergent major de formació
- Nivell 4: Grup o base sergent major del regiment o sergent major[6]

La Força Aèria de Sud-àfrica tenia una estructura similar per als seus suboficials (warrant officers) que també reben el tractament de "sergent major".
The South African Air Force had a similar structure for its who are also addressed as "sergeant-major".
Starting 1 June 2008, the warrant ranks (Army/ Navy/ Air Force) are:
A partir de l'1 de juny de 2008 els rangs dels suboficials (exèrcit de terra/armada/forces aèries) són:
- Cap Mestre suboficial (anteriorment el nivell 1) -per exemple Mestre suboficial de la Força de Defensa Nacional de Sud-àfrica.
- Cap sènior suboficial (abans nivell 2) -per exemple Cap sènior suboficial de l'Exèrcit d'Àfrica del Sud.
- Cap suboficial (abans nivell 3)
- Suboficial principal (abans 4A de nivell)
- Suboficial major (abans nivell 4)
- suboficial de primera classe
- suboficial de segona classe

Una sergent major de companyia/ esquadró / bateria hauria de ser normalment un suboficial de segona classe.

### Regne Unit
En l'exèrcit britànic i els Royal Marines, un sergent major de companyia/ bateria / esquadró és un nomenament per a un warrant officer de segona classe i sergent major del regiment és un nomenament warrant officer de segona classe.
A causa de les diferències en la nomenclatura entre regiments i cossos els títol de sergent major varien; el sergent major d'esquadró i sergent major de bateria, per exemple, apareixen a la cavalleria i l'artilleria reial, respectivament, i en el REME existeixen els nomenaments de sergent major artificier.
El sergent major instructor és un nomenament en poder dels suboficials de primera classe al Small Arms School Corps i el Royal Army Physical Training Corps i per alguns warrant officer en els Royal Engineers. També és un nomenament en poder d'alguns dels instructors adults civils al Army Cadet Force.
Un sergent major maquinista és un especialista amb major freqüència als Royal Engineers o al Royal Army Service Corps, i va ser el títol d'un dels principals personatges del llibre i la pel·lícula basada en ella, Ice Cold in Alex.
Hi ha un nou sergent major de l'exèrcit, a causa de les reformes de l'exèrcit britànic.
El primer ús britànic del terme va ser al voltant del 1680 i es va aplicar a la sergent sènior en companyia del coronel d'un regiment d'infanteria, però no es va formalitzar fins a 1797, quan es va afegir el sergent major del batalló o el personal del regiment. Quan es van introduir els chevrons com insígnies de rang, en lluïa quatre, més tard sota una corona.

## Estats Units
El primer ús oficial dels Estats Units del terme va ser en 1776, quan un sergent major va ser nomenat per a la seu de cada batalló d'infanteria de l'exèrcit continental. El rang estava en ús tant per l'exèrcit de la Unió i l'Exèrcit Confederat durant la guerra civil americana. En aquest moment, era la més alta entre la tropa, estant tot just sobre sergent d'intendència. La mateixa insígnia de rang fou usada per tots dos exèrcits. Ambdós exèrcits van variar el color de les bandes assignant el vermell per l'artilleria, el groc per a la cavalleria, i el blau per a la infanteria. Algunes unitats de la milícia confederada van variar aquests colors usant altres colors incloent les bandes negres, per a diverses unitats. El 1920, amb la normalització dels rangs salarials de la tropa a l'exèrcit, va deixar de ser un rang. No obstant això, va sobreviure com a títol honorífic atorgat al soldat de major experiència d'un batalló i va ser reintroduïda com a rang el 1958 quan el Congrés va autoritzar als graus E-8 i E-9 de pagament. En aquesta llei (modificada), el nombre mitjà diari de tropa en servei actiu autoritzada en una força armada en el grup E-9 en un any fiscal no no podia superar l'1,25%, respectivament, del nombre de tropa d'aquella força armada, subjecte a certes excepcions.
La posició de Sergent Major de l'Exèrcit fou creat el 4 de juliol de 1966.
El primer sergent major del Cos de Marines dels Estats Units va ser Archibald Sommers, nomenat l'1 de gener de 1801. Aquest va ser originalment una plaça única, similar al moderna Sergent Major del Cos de Marines, però el 1899 hi havia cinc sergents majors. El títol fou abolit el 1946, però reintroduït com a rang en 1954. El càrrec de Sergent Major del Cos de Marines es va establir el 1957, com a conseller del Comandant del Cos de Marines en els afers relatius a la tropa.